# Herb Kajmanów

Herb Kajmanów

Herb Kajmanów został nadany 14 maja 1958 r.
Trzy  zielone obrzeżone złotem pięcioramienne gwiazdy na biało-niebieskich falach reprezentują trzy główne wyspy: Wielki Kajman, Mały Kajman i Cayman Brac. Złoty lew oznacza lojalność wobec Wielkiej Brytanii. Miejscową faunę i florę reprezentują na srebrno-błękitnym zawoju
żółw i ananas, wieńczące tarczę herbową.
Dewiza: He hath founded it upon the seas (ang. On go na morzach osadził). Fragment psalmu 24,2.